# Наузиц
Наузиц (нем. Nausitz) — община в Германии, в земле Тюрингия. 
Входит в состав района Кифхойзер. Подчиняется управлению Миттельцентрум Артерн.  Население составляет 168 человек (на 31 декабря 2010 года). Занимает площадь 3,47 км².